# Mietshaus Gartenstraße 61 (Radebeul)
Das Mietshaus Gartenstraße 61 liegt im Ursprungsstadtteil der sächsischen Stadt Radebeul, auf einem Eckgrundstück zur Wiesenstraße. Der vom November 1903 stammende Bauantrag wurde mit Hilfe des endgültigen Entwurfs des Architekten Carl Käfer vom Januar 1904 realisiert; im April jenes Jahres erfolgte die Bitte um Baurevision.

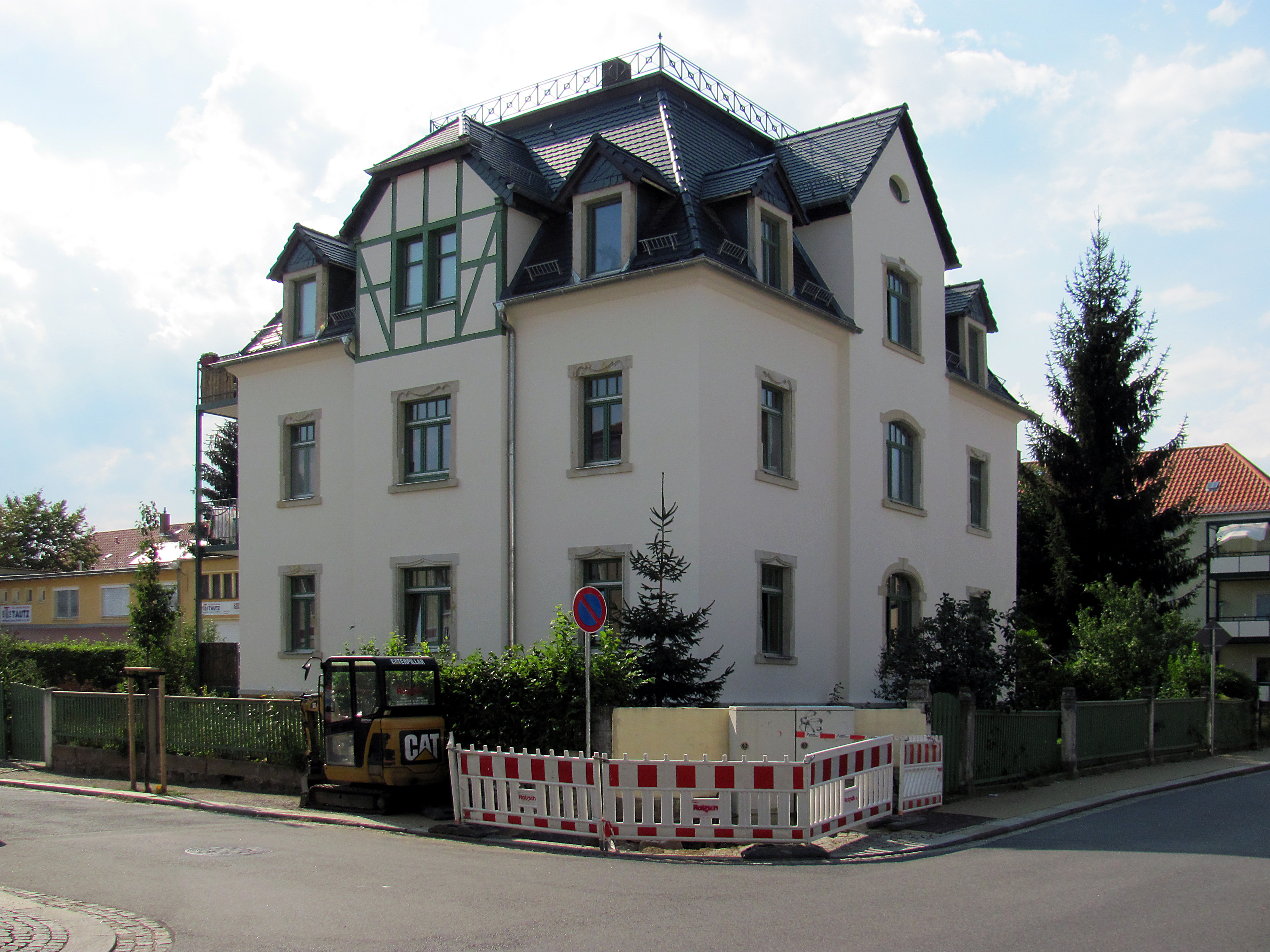
Mietshaus Gartenstraße 61, Eckansicht zur Wiesenstraße links

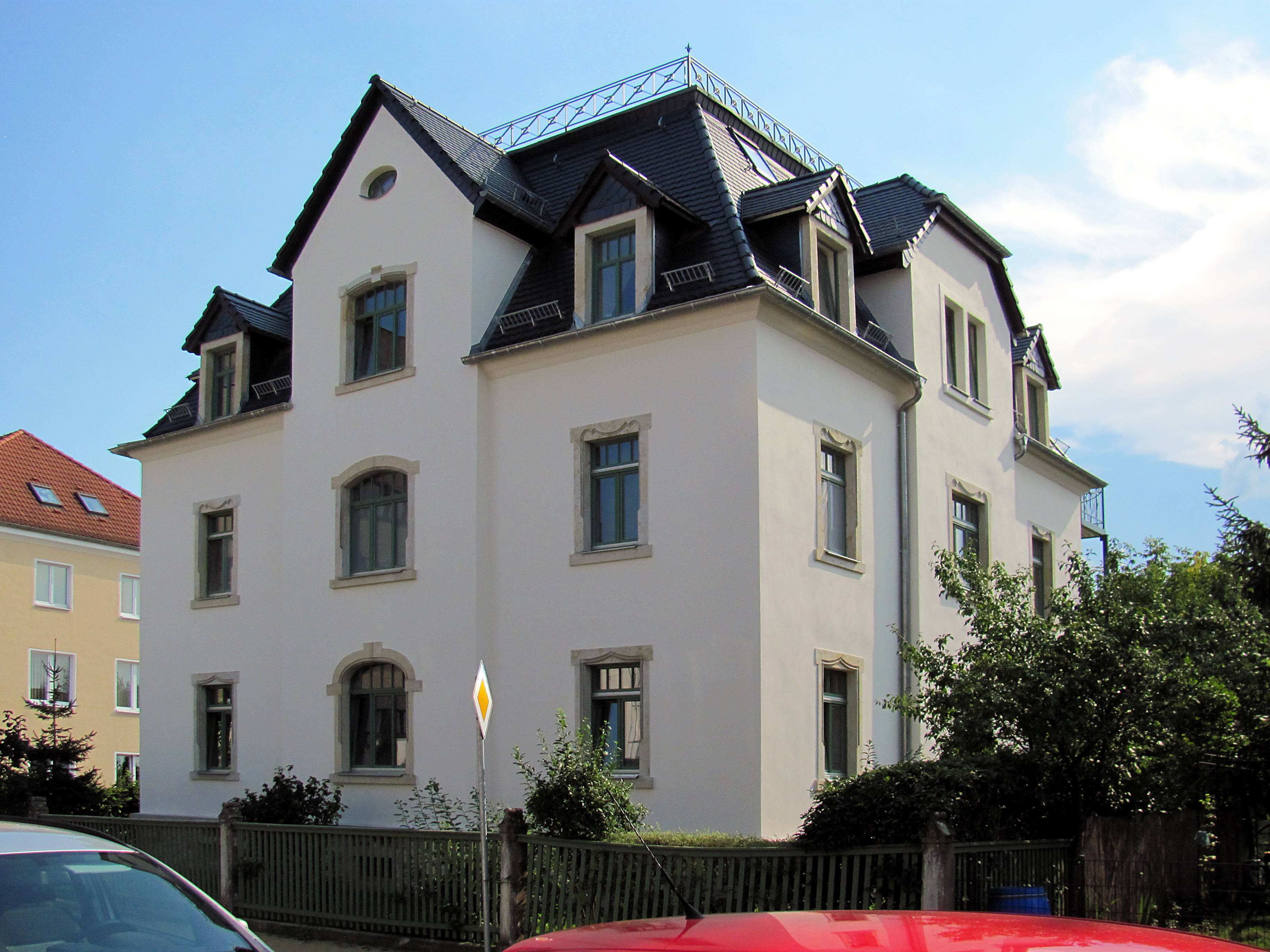
Mietshaus Gartenstraße 61, Haupt- und Nebenansicht der Gartenstraße

## Beschreibung
Das zweigeschossige, ehemals unter Denkmalschutz stehende Mietshaus liegt im Radebeuler Industriegebiet. Der Denkmalschutz wurde nach 2012 aufgehoben.
Obenauf sitzt ein ausgebautes Pyramidenstumpfdach, dessen Plattform von einem Ziergitter eingefasst wird. Die Fassaden sind dreiachsig und symmetrisch. Sie werden jeweils durch einen Mittelrisalit gegliedert, der auf Höhe des Dachgeschosses zur Gartenstraße einen Dreiecksgiebel, in den beidseits liegenden Ansichten jedoch Krüppelwalmgiebel trägt. Der Krüppelwalmgiebel zur Wiesenstraße wird durch Zierfachwerk geschmückt. Beidseits der Risalite befinden sich im Dachgeschoss jeweils eine Dreiecksgiebelgaube.
Die Fassaden sind verputzt und ungegliedert, die Fenster werden von Sandstein eingefasst. Die Gewände tragen in der oberen Hälfte spätgotische Motive.